# Georgi Vladimov
Georgi Nikolajevitsj Vladimov (Russisch: Георгий Николаевич Владимов), eigenlijk Volosevitsj (Russisch: Волосевич) (Charkiv, 19 februari 1931 – Frankfurt, 19 oktober 2003) was een Russisch schrijver en dissident.

## Leven
Vladimov werd geboren in een familie van onderwijzers. Zijn vader verdween spoorloos in de oorlog en zijn moeder werd in 1952 om onbekende redenen gearresteerd. 
In 1953 studeerde Vladimov af aan de juridische faculteit van de Universiteit van Leningrad. Vanwege het onduidelijke lot van zijn vader (die ervan verdacht werd de Duitse grens te zijn overgestoken) en de arrestatie van zijn moeder, kwam hij echter als jurist niet aan de slag. In 1954 begon hij te werken als literair criticus en later als redacteur van het literaire magazine ‘De nieuwe wereld’. Vanaf 1961 manifesteerde hij zich ook zelf als literair schrijver.
Vladimovs carrière kenmerkt zich door dissidente activiteiten. In 1967 hield hij binnen de Bond van Sovjetschrijvers een pleidooi voor creatieve vrijheid en eiste een verklaring over haar opstelling ten aanzien van Aleksandr Solzjenitsyn. In 1977 stuurde hij zijn lidmaatschapskaart van de schrijversbond terug, onder de motivatie dat hij geen lid wenste te blijven van een vereniging die niet alleen verzaakte om op te komen voor haar eigen leden, maar op de koop toe deelnam aan tegen hen gerichte lastercampagnes. In 1978 werd hij hoofd van de Russische afdeling van Amnesty International en daarmee definitief persona non grata. In 1984 emigreerde hij naar Duitsland, waar hij hoofdredacteur werd van het tijdschrift ‘Grani’.
In 2000 kreeg Vladimov het hem ontnomen Russische staatsburgerschap terug. 

## Werk
Vladimov trok als schrijver binnen de Sovjet-Unie de aandacht met zijn verhaal Het grote erts (1961) en zijn roman Drie minuten zwijgen (1969), een onopgepoetst boek over het zware leven van Sovjetvissers. Het werk dat hem ook in het Westen beroemd maakte is Trouwe Roeslan; de geschiedenis van een waakhond (1975, Nederlandse vertaling 1980). In eenvoudige maar tegelijk sterk poëtische taal beschrijft Vladimov hier de dooltocht van een kamphond door het poststalinistische Rusland, die de dood vindt in een gevecht tegen een colonne ‘vrije’ mensen. De roman is een parabel over de trouw van een gedresseerd wezen. Het is op het moment van zijn dood dat de hond zich de vraag begint te stellen of zijn dienstijver geen vergissing is geweest.
Voor zijn roman De generaal en zijn leger (over Andrej Vlasov ) kreeg Vladimov in 1995 de Russische Bookerprijs, in 2000 ontving hij de Sacharovprijs.